# رود شهاب
رود شهاب از رودخانه‌های بخش اسدآباد در استان همدان است. این رود از کوه‌های شرقی و غربی دهستان چهاردولی سرچشمه می‌گیرد و پس از گذشتن از تنگه بوجین در جلگهٔ افشار، برخی از روستاها را مشروب نموده، از کنار آبادی خسروآباد گذشته، در اراضی سهم‌الدین به خرم‌رود منتهی می‌شود.